# Sciadia vernagtensis
Sciadia vernagtensis là một loài bướm đêm trong họ Geometridae.